# 超重核
超重核（ちょうじゅうかく）とは、自然界に存在しない非常に重い原子核の呼称である。

## 概要
これまでに自然界に存在が確認されている最も重い原子核はプルトニウム（質量数239、241等）であるが、通常はウラン（質量数 233）よりも重い原子核を超重核と呼ぶ。自然界に存在しないのは非常に短命なためであり、実験により人工的に合成する。合成した超重核はすぐに崩壊してしまうため、通常の分析法で原子番号と質量数を測定することは出来ないため、その崩壊過程を観測し、最終的に既知の原子核にたどり着いたところで逆算して決定する。新種の超重核が発見された場合、大別して、原子番号（=陽子数）は既知の元素と同じだが質量数の異なるものと、原子番号が既知の元素よりも大きいものとがある。前者は、既知の元素の新たな同位体ということになる。後者は、元素としては超ウラン元素（超重元素）と呼ばれ、新発見の元素となる。通常、1秒にも満たない極めて短時間で崩壊してしまう超重核だが、比較的長時間（数十秒）の寿命を持つ原子番号114の超ウラン元素なども確認されている
陽子の数が多いためにクーロン力による反発のため、液滴模型のような古典的な描像では核分裂障壁が形成されず、この超重核は存在できない。すなわち、古典的に考えると自発核分裂してしまう。量子力学的な効果によって初めて存在が理解できる、非常に量子論的な系である。したがって、超重核の定義とは、陽子の数が大きく殻効果によって存在できる限界の領域にある系と言える。
この超重核の実験的研究は、アメリカ、ドイツ、ロシア、そして日本で活発に行われている。ドイツ重イオン科学研究所では原子番号111のレントゲニウムが合成された。理化学研究所・先任研究員の森田浩介が、元素より重い原子番号Z=113の新元素の合成に成功している。この研究成果は、日本物理学会欧文誌(JPSJ)誌の2004年10月号に掲載された。また2004年9月29日、高知大学で開催された日本物理学会で口頭発表された。
これより以前に原子番号113、114、115、116、118の超重核の合成が報告されているが、崩壊連鎖が既知の元素にたどり着いていないことから、原子番号と質量数を確認することが出来ず国際純正・応用化学連合を受けられなかった。2006年10月16日、米ローレンスリバモア国立研究所がロシアの原子核合同研究所との共同研究で、原子番号113、114、115、116、118の元素の合成に成功したと発表して、米物理学会の専門誌フィジカル・レビュー10月号に研究成果が掲載された。